# 阿別当の石仏

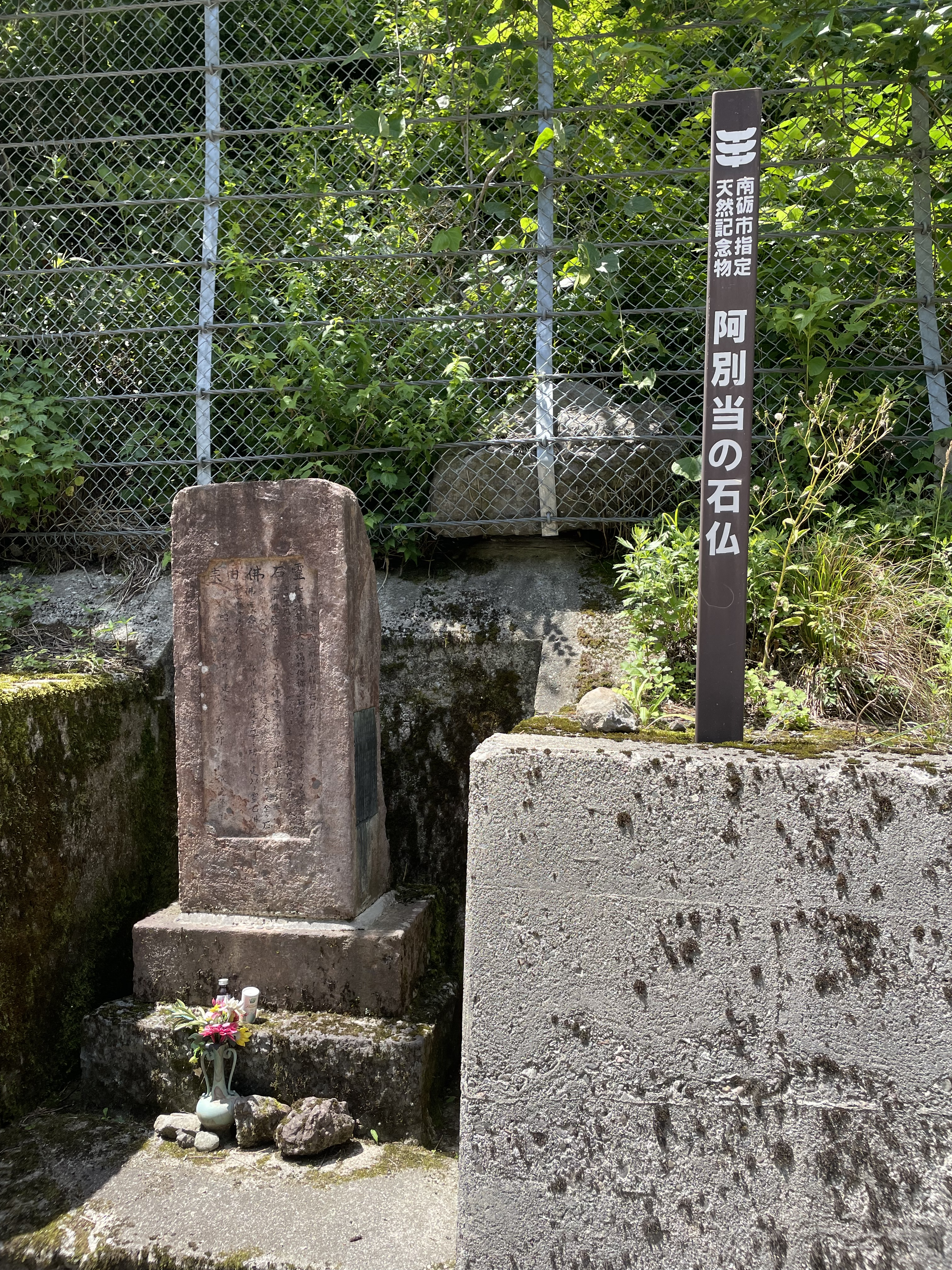
富山県南砺市阿別当の石仏の碑文。

阿別当の石仏（あべっとうのいしぼとけ）は、富山県南砺市旧利賀村阿別当地区にある巨岩である。利賀川左岸、県道から150mほど上がった急斜面の山腹に直立している。
古来より五箇山地域の住民より神聖視されており、現在では南砺市の有形民俗文化財に指定されている。

## 概要
奈良時代ころから山岳修験道が五箇山地方にも広まり、人形山や金剛堂山が修行の場として用いられるようになった。阿別当の石仏と同じく五箇山で信仰を集める天柱石も、「金剛堂山の行者が座業を行う」のに用いられたと伝えられる。利賀地域内でも、伝大野権兵衛塚などにある石塔・宝篋印塔は真言宗・天台宗の密教信仰を背景に立てられたと考えられている。
また、能都町神道の石仏山では立石が石神信仰につながる祭祀遺跡と見なされており、やはり修験者が信仰の確立に関わったと推定されている。阿別当の石仏も石仏山と同様、頂部が三角形に尖った形を塔婆に見立て、修験者の信仰対象とされたと考えられる。
阿別当集落の伝承によると、石仏がある当たりはかつて冬期間に雪崩の犠牲者が絶えない難所で、村民たちはこの災難から逃れることを願っていた。ある時、阿別当より上流の奥大勘場の「立石谷」にあった巨岩が、一夜にして阿別当に移り、これ以後は雪害による遭難者をみることがなくなったという。そこで村民はこの巨岩を石仏様として仰ぎ、信仰の対象としたと伝えられる。
旧平村の天柱石とともに、中世の石神信仰を伝える貴重な民俗資料と位置付けられる。昭和45年（1970年）8月31日に利賀村の有形文化財に指定され、現在は南砺市に引き継がれている。